# Franciszek Lewiński

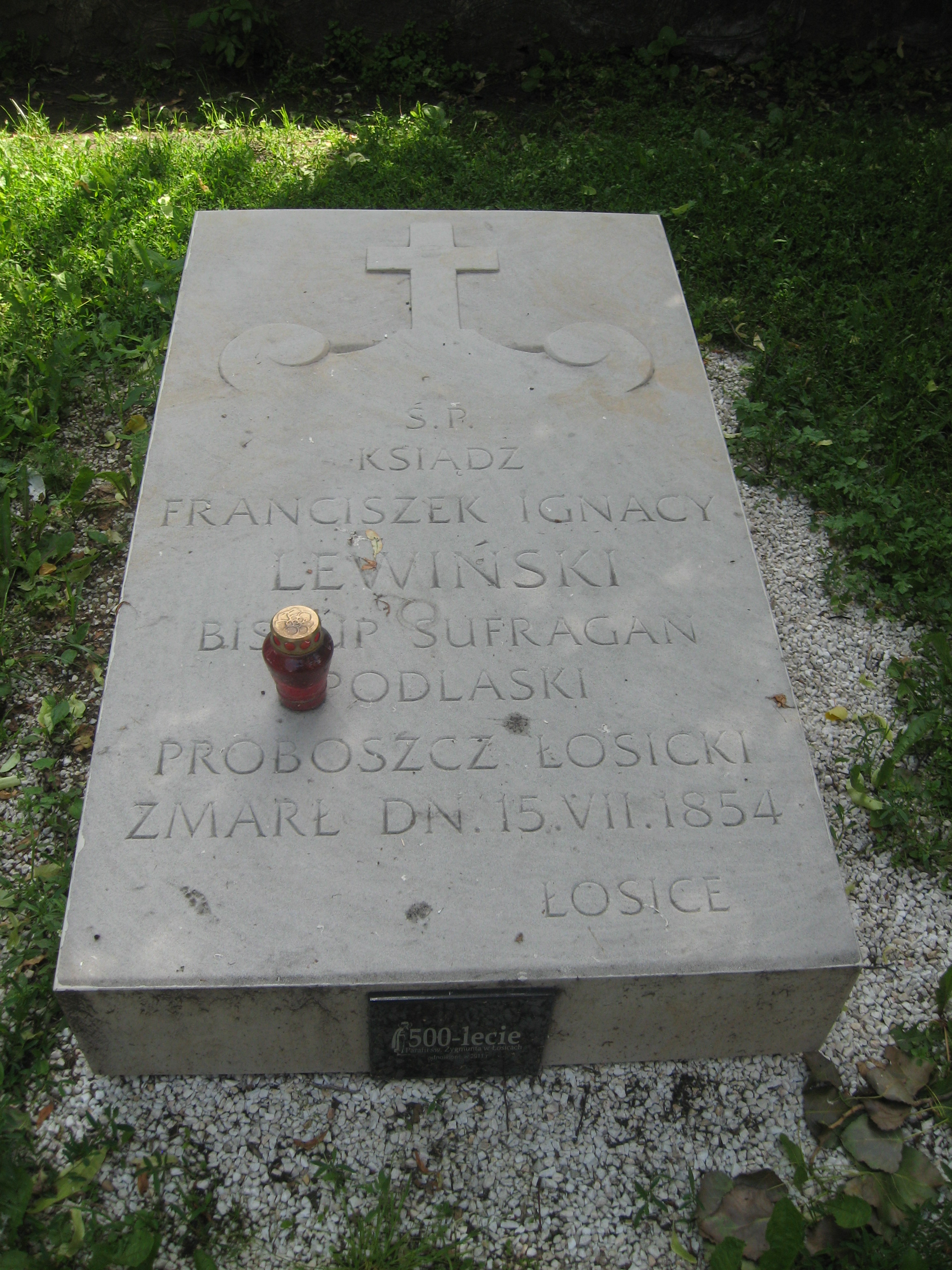
Łosice – der Komplex der Pfarrkirche St. Zygmunt der König und Märtyrer (1905–1910): der Grabstein des Bischofs Franciszek Lewiński an der Kirche St. Zygmunt

Franciszek Ignacy Lewiński (* 12. August 1783 in Lewino; † 15. Juli 1854 in Łosice) war ein polnischer Geistlicher und katholischer Bischof. Er war der jüngere Halbbruder von Feliks Łukasz Lewiński.
Er studierte in Breslau und Warschau. 1806 erfolgte die Priesterweihe. Bis 1817 wirkte er als Pfarrer. Im Jahre 1814 wurde er in das Domkapitel von Kulm aufgenommen und dort dann von 1823 bis 1825 Dekan. Am 29. August 1825 ernannte ihn sein (Halb-)Bruder Feliks Łukasz, der Diözesanbischof von Janów, zum Dekan des Domkapitels. Nach dem Tod seines Bruders fungierte er dort 1825 bis 1826 als Diözesanverwalter.
Anfang 1825 war er noch von seinem Bruder Papst Leo XII. als Weihbischof der Diözese Janów vorgeschlagen worden und wurde hierzu am 3. Juli 1826 ernannt. 1827 bis zu seinem Tod war er Pfarrer in Łosice.

## Nachweise
- Eintrag zu Franciszek Lewiński auf catholic-hierarchy.org.

| Personendaten    | Personendaten                                    |
| ---------------- | ------------------------------------------------ |
| NAME             | Lewiński, Franciszek                             |
| ALTERNATIVNAMEN  | Lewiński, Franciszek Ignacy (vollständiger Name) |
| KURZBESCHREIBUNG | polnischer Geistlicher und katholischer Bischof  |
| GEBURTSDATUM     | 12. August 1783                                  |
| GEBURTSORT       | Lewino                                           |
| STERBEDATUM      | 15. Juli 1854                                    |
| STERBEORT        | Łosice                                           |